# Вељке Козмаловце
Вељке Козмаловце (слч. Veľké Kozmálovce) насељено је мјесто са административним статусом сеоске општине (слч. obec) у округу Љевице, у Њитранском крају, Словачка Република.

## Становништво
| Година:    | 1994. | 2004. | 2014.   | 2024.   |
| ---------- | ----- | ----- | ------- | ------- |
| Број људи: | 0     | 677   | 705     | 741     |
| Разлика:   |       | –     | +4,13 % | +5,10 % |

| Година:    | 2023. | 2024.   |
| ---------- | ----- | ------- |
| Број људи: | 721   | 741     |
| Разлика:   |       | +2,77 % |

Према подацима о броју становника из 2011. године насеље је имало 700 становника.